# Fontaine Stoeber
Pour les articles homonymes, voir Stoeber.
La fontaine Stoeber (Stœberbrunnen) est une fontaine située place du Vieux-Marché-aux-Vins (Stöwerplätzel) dans le centre historique de Strasbourg.

## Historique

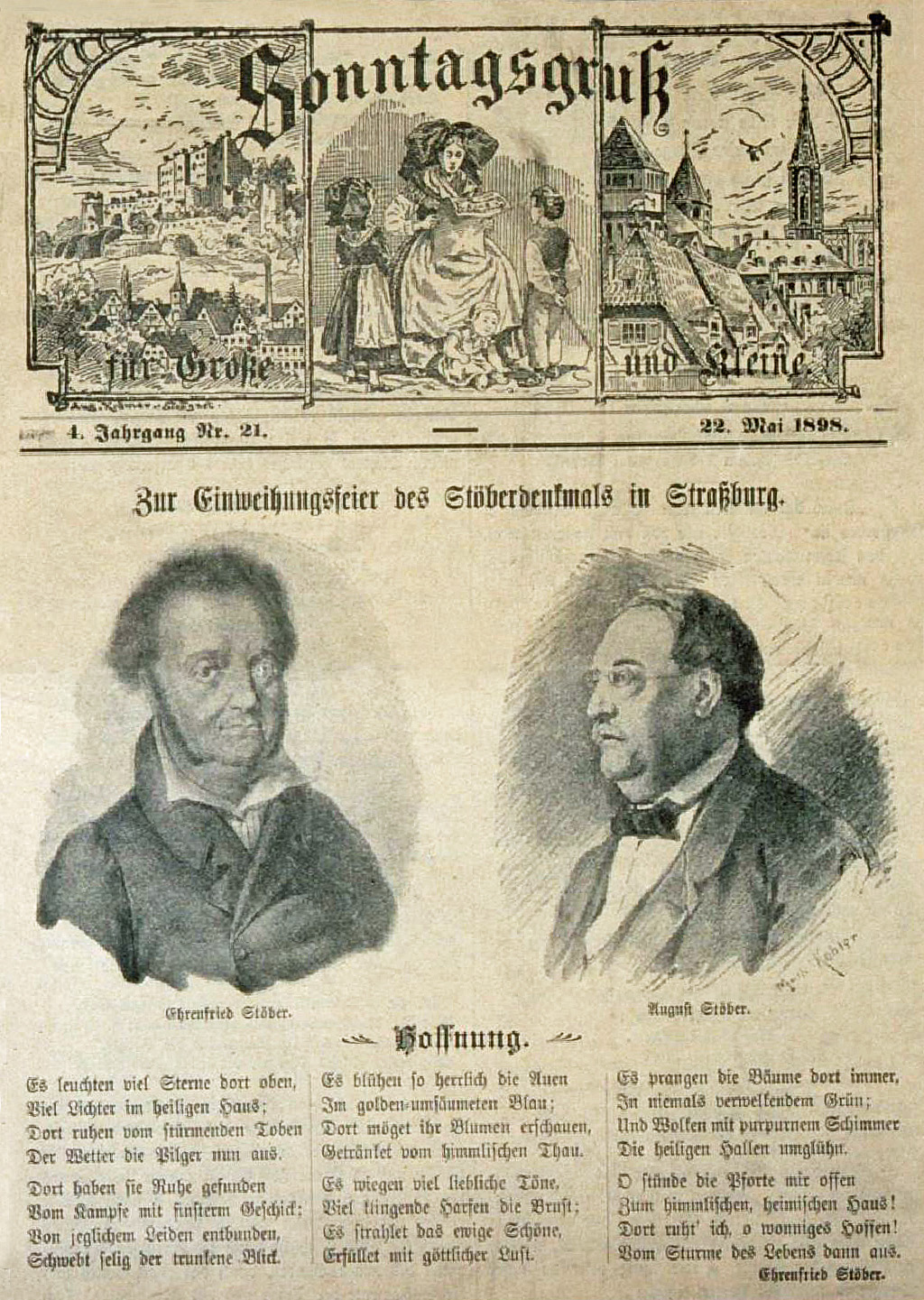
L'inauguration du monument à la une du Sonntagsgruß le 22 mai 1898

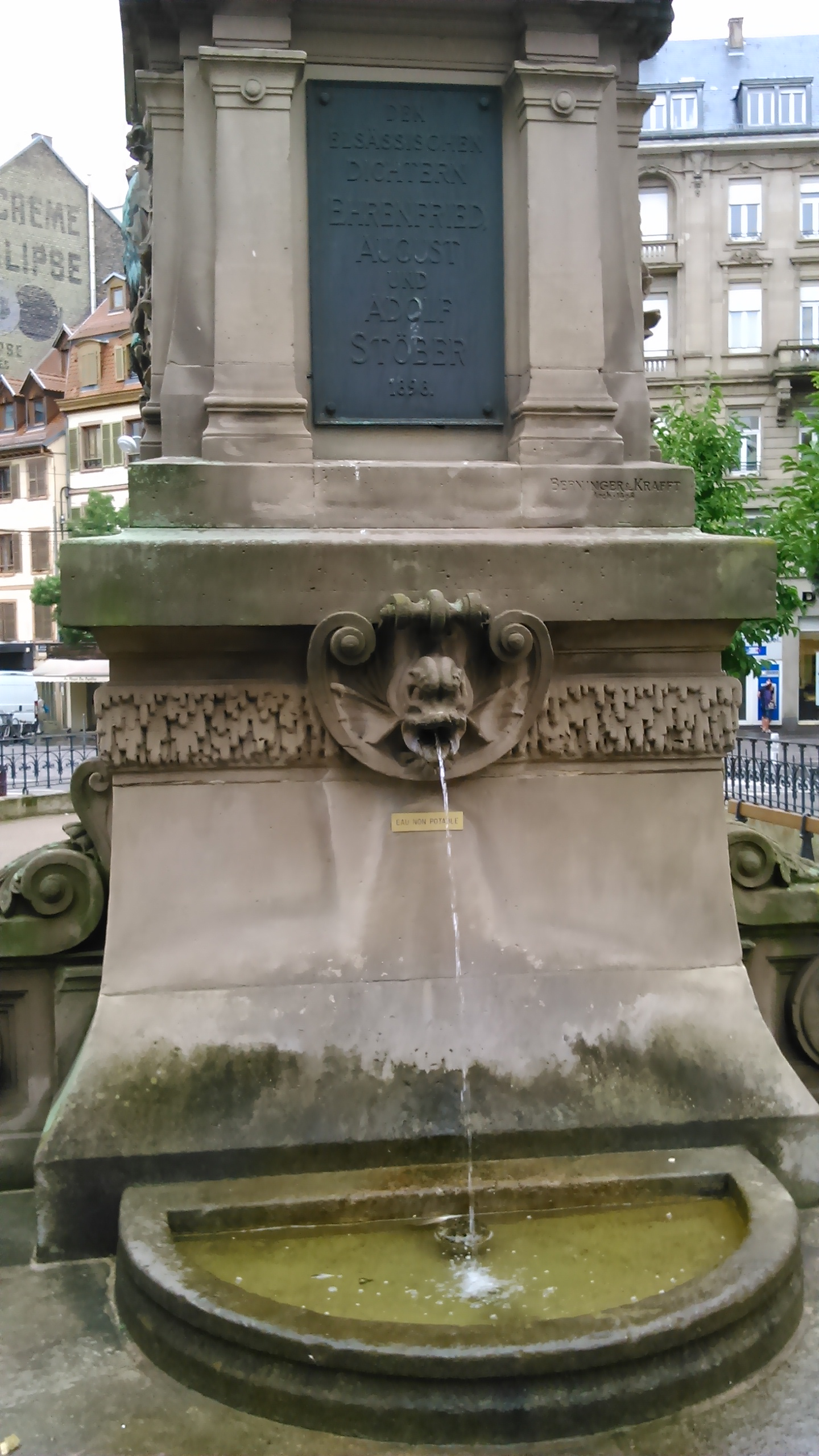
Arrière de la fontaine.

Cette double fontaine monumentale en grès des Vosges a été érigée en 1898 grâce à une souscription publique dans toute l'Alsace. Elle rend hommage à la famille Stoeber : les frères Auguste Stoeber et Adolphe Stoeber ainsi que leur père Daniel-Ehrenfried Stoeber sont des poètes alsaciens, ardents partisans de la poésie dialectale au XIXe siècle. Leurs médaillons sont placés sur la base de l'obélisque. Le choix de l'emplacement de ce monument tient sans doute au fait que la maison natale du père comme des fils Stoeber était sis au 9 rue du Vieux-Marché-aux-Vins, donc toute proche du monument.
Elle est due aux architectes Julius Berninger (1856-1926) et Gustave Krafft (1861-1927), ainsi qu'au sculpteur Walther Eberbach (de). Berninger et Krafft sont un des principaux duos d'architectes représentant l'Art nouveau à Strasbourg. La réalisation était en projet en 1894,, elle est achevée en 1898. L'inauguration a lieu le dimanche 22 mai 1898, en présence des personnalités et de membres de la famille Stoeber et traduit la remise officielle de l’ensemble (obélisque, médaillons et fontaine) à la Ville de Strasbourg par la population alsacienne.
La fontaine se trouve au milieu d'un square orné de grilles en fer forgé.